# Asyut
Asyut (arabiska: أسيوط, Asyūt, koptiska Syowt) är en stad i Egypten, längs Nilen, cirka 40 mil söder om Kairo. Staden är huvudort för guvernementet Asyut och har cirka en halv miljon invånare. 
Asyut är ett handels- och industricentrum med textilfabriker och produktion av konstgödsel. Staden är även känd för sitt konsthantverk, bland annat silverapplicerade sjalar. Sedan 1957 har staden ett universitet. 1902 byggdes en dammanläggning här, som leder vatten från Nilen till konstbevattning av stora landområden. Staden är ett centrum för koptiska kristna och muslimska fundamentalister.
Sydväst om staden finns många klippgravar från Egyptens tolfte dynasti (1991-1786 f.Kr.). Asyut var under hellenistisk tid känd som Lykopolis, "vargstaden", eftersom den var centrum för dyrkan av den varghövdade guden Upuaut. Från staden kommer påven och patriarken av Alexandria, Shenouda III. Här föddes även troligen nyplatonikern Plotinos.